# Futbolen Klub Etăr
Il Futbolen Klub Etăr, in bulgaro Футболен Клуб Етър, conosciuto semplicemente come Etăr, era una squadra di calcio di Veliko Tărnovo in Bulgaria, fondata nel 1924.

## Nome
Il nome della società deriva dal fiume Jantra, un affluente del Danubio, che bagna Veliko Tărnovo. Questo fiume un tempo era chiamato "Etăr".

## Storia
Il FK Etăr viene fondato il 24 aprile 1924 dalla fusione di 6 squadre di Veliko Tărnovo. Nel 1930 raggiunge la semifinale nel Dăržavno părvenstvo (il campionato bulgaro dell'epoca), perdendo contro i futuri campioni dello Slavia Sofia.
Dopo la seconda guerra mondiale, fra il 1946 ed il 1957, il club cambia spesso il nome; dal 1969 milita quasi ininterrottamente nel massimo campionato bulgaro fino alla fine della sua esistenza.
Nel 1974 si qualifica per la Coppa UEFA, ma viene eliminato al primo turno dall'Inter. Il periodo migliore nella storia del club avviene nel corso degli anni 1989–1991: ottiene due terzi posti in campionato (1989 e 1990), due semifinali in Coppa di Bulgaria (1990 e 1991), la vittoria del campionato (1991) e della Coppa della Federazione (1991). Le stelle in questo periodo sono Trifon Ivanov (1983–1988), Krasimir Balăkov (1983–1990), Ilijan Kirjakov (1984–1991), Bončo Genčev (1987–1991), Canko Cvetanov (1988–1993) e l'allenatore Georgi Vasilev.
In Coppa dei Campioni viene eliminato nel primo turno dal Kaiserslautern, in campionato colleziona due quarti posti consecutivi. Nel 1995, con Stojan Petrov allenatore, vince la Coppa di Lega e raggiunge la finale nelle due edizioni successive.
A livello europeo l'Etăr conta una vittoria nella Coppa Intertoto 1987 (tutte le vincitrici dei singoli gironi venivano considerate campioni a pari merito) ed una finale persa nella Coppa dei Balcani 1992-93.
A fine anni '90 retrocede in seconda divisione, nel 2000, cade in terza lega per motivi finanziari, nel 2003 la prima squadra cessa l'attività e da allora cura solo il settore giovanile.

### Nelle coppe europee UEFA
| Competizione           | Turno    | Avversari      | Risultati |
| ---------------------- | -------- | -------------- | --------- |
| Coppa UEFA 1974-75     | 1º turno | Inter          | 0–0, 0–3  |
| Coppa Campioni 1991-92 | 1º turno | Kaiserslautern | 0–2, 1–1  |

### Nelle altre competizioni
| Competizione              | Turno      | Avversari           | Risultati |
| ------------------------- | ---------- | ------------------- | --------- |
| Coppa dei Balcani 1971    | 1º turno   | Crvenka             | 1–1, 2–4  |
| Coppa dei Balcani 1971    | 1º turno   | Besa Kavajë         | 2–0, 1–2  |
| Coppa Intertoto 1987      | Girone 7   | RH Cheb             | 5–2, 2–3  |
| Coppa Intertoto 1987      | Girone 7   | IFK Norrköping      | 3–1, 0–1  |
| Coppa Intertoto 1987      | Girone 7   | Rot-Weiß Erfurt     | 3–0, 0–0  |
| Coppa Intertoto 1989      | Girone 3   | Bellinzona          | 0–0, 1–1  |
| Coppa Intertoto 1989      | Girone 3   | Swarovski Tirol     | 2–1, 0–4  |
| Coppa Intertoto 1989      | Girone 3   | Vác                 | 0–0, 0–1  |
| Coppa dei Balcani 1990-91 | 1º turno   | OFI Creta           | 0–0, 1–2  |
| Coppa dei Balcani 1992-93 | 1º turno   | Karşıyaka           | 1–4, 5–1  |
| Coppa dei Balcani 1992-93 | Semifinale | Dacia Unirea Brăila | 2–1, 0–0  |
| Coppa dei Balcani 1992-93 | Finale     | Edessaïkos          | 1–0, 1–3  |

## Palmarès

### Competizioni nazionali
- Campionato bulgaro: 1

1991
- Coppa della Federazione: 1

1991
- Coppa della Lega: 1

1995

### Competizioni internazionali
- Coppa Piano Karl Rappan: 1

1987

### Altri piazzamenti
- Campionato bulgaro:

Terzo posto: 1988-1989, 1989-1990
- Coppa dei Balcani per club:

Finalista: 1992-1993

## Stadio

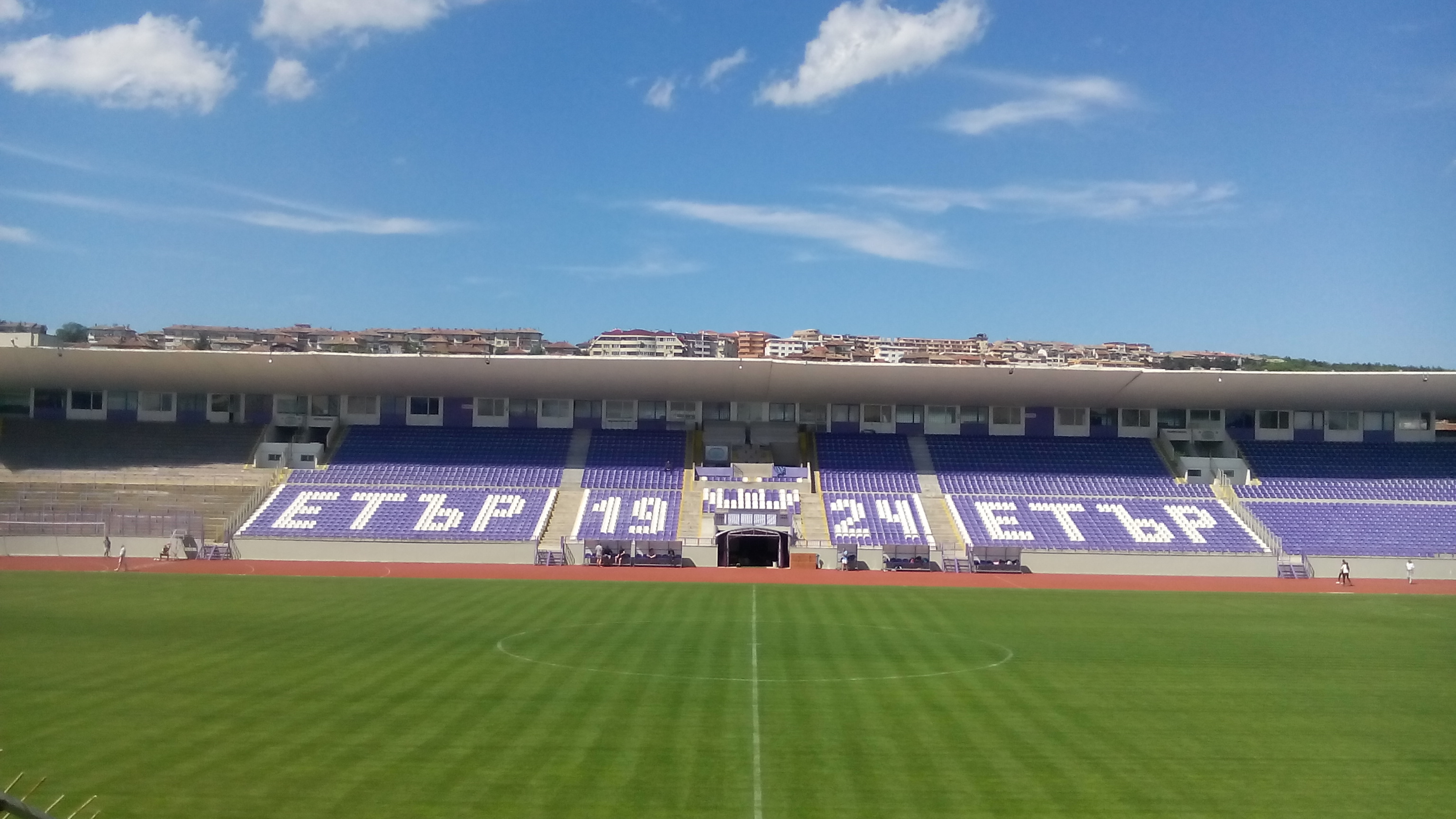
Stadio Ivajlo

Lo Stadio Ivajlo è uno stadio polifunzionale a Veliko Tărnovo. Costruito fra il 1954 ed il 1958, è stato inaugurato il 24 maggio 1958 con una amichevole fra Etăr e Slavia Sofia conclusa 0-3. La capienza iniziale era di 25000 posti, ora è ridotta a 18000. Attualmente è utilizzato dal FK Etăr 1924 (fondato nel 2002) e dal OFK Etăr (fondato nel 2013).

## Giocatori
- Georgi Georgiev (290 presenze con l'Etăr)
- Stefan Lahčiev (199 presenze con l'Etăr)
- Dimităr Cekov (60 reti con l'Etăr)
- Mitko Argirov (57 reti con l'Etăr)